# Hubert Winkler
Hubert Winkler (Prenzlau, 13 de fevereiro de 1875 — Breslau, 10 de junho de 1941) foi um botânico que se notabilizou no estudo da flora tropical.

## Biografia
A partir de 1895 estudou teologia e botãnica na Universidade de Breslau, onde em 1901/1902 trabalhou como assistente no jardim botânico. Trabalhou depois no Museu Botânico de Berlim, em Berlim, e no jardim botânico que então foi instalado em Limbe, Camarões. Em 1921 foi nomeado professor associado de fitogeografia na Universidade de Breslau, onde em 1927 foi nomeado professor catedrático.
Em 1908 conduziu uma viagem de exploração à Península Malaia e às Índias Orientais Neerlandesas, onde colectou plantas de rattan e sementes para introdução de novas espécies nas colónias alemãs. Em 1910 desenvolveu actividade de exploração na África Oriental.

## Obras publicadas
Winkler é autor do capítulo sobre as Betulaceae na obra de Adolf Engler intitulada Das Pflanzenreich e das secções sobre Musaceae e Cannaceae na obra de Engler e Karl Anton Eugen Prantl intitulada Die Natürlichen Pflanzenfamilien. Para além disso, e entre muitas outras obras, é autor das seguintes:
- Pflanzengeographische Studien über die Formation des Buchenwaldes, 1901
- Beiträge zur Morphologie und Biologie tropischer Blüten und Früchte, 1906.
- Eine akademische studienfahrt nach Ostafrika (with Carl Zimmer, 1912)
- Botanisches Hilfsbuch für Pflanzer, Kôlonialbeamte, Tropenkaufleute und Forschungsreisende, 1912
- Entwicklungsgeschichte der pflanzenwelt. Pflanzengeographie. Die pflanzenwelt der tropen, 1913 (com Walther Gothan, Robert Knud Friedrich Pilger, 1913) – Evolutionary history of the plant world / Plant geography / The plant world of the tropics.[3]